# Charles B. Cory
Charles Barney Cory (Boston, Massachusetts, 1857. január 31. – Chicago, Illinois, 1921. július 31.) – amerikai ornitológus és golfjátékos. Zoológiai szakmunkákban nevének rövidítése: „Cory”.

## Élete
Cory a Massachusetts állambeli Bostonban született; apjának nagy volumenű, sikeres import ügyletei biztosították, hogy neki magának évtizedeken keresztül nem kellett dolgoznia. 16 éves kora körül fordult az érdeklődése a madártan felé, és bőröket (állatpreparátumokat) kezdett gyűjteni. Miután lehetősége volt arra, hogy bárhova elutazzon, ahova szeretne, ez a gyűjtemény rövid időn belül a Karib-térség és a Mexikói-öböl madárvilágára vonatkozó legkomolyabb gyűjteménnyé vált.
Fiatalon Cory belevágott az egyetemi tanulmányokba a Harvard Egyetemen, illetve a bostoni egyetem jogi karán is, de hamar felhagyott a tanulással, további utazások kedvéért. 1883-ban az egyike lett annak a 48 ornitológusnak, akik megalapították az Amerikai Madártani Uniót.  Amikor madárgyűjteménye elérte a 19.000-es példányszámot – s ezáltal már túl naggyá vált ahhoz, hogy Cory az otthonában tarthassa azt – a kollekciót a Chicago-i természettudományi múzeumnak adományozta. Hatszáz kötetes madártani könyvtárát Edward E. Ayer vásárolta meg 1894-ben, majd szintén a múzeumnak ajánlotta fel. Cory szerencsecsillaga 1906-ban hanyatlott le, ekkor a múzeum fizetett alkalmazottjaként – zoológiai kurátoraként – helyezkedett el, és e posztot töltötte be élete végéig.
Cory élete során számos könyvet jelentetett meg: 1885-ben könyvet írt Haiti és San Domingo madárvilágáról, 1889-ben a Karib-tengeri szigetvilág madarairól, 1909-ben pedig az Illinois és Wisconsin államok madárvilágát feldolgozó kiadványt jelentette meg. Utolsó nagyobb munkája az amerikai madárvilágról írott négy részes katalógusa volt, amelyet halála után Carl Edward Hellmayr fejezett be.
Ő írta le elsőként a mediterrán vészmadarat, mint önálló fajt. A madarat korábban (1769-ben) Giovanni Antonio Scopoli már leírta, de ő egy másik vészmadárfaj egy változatának hitte azt.
Cory golfozóként részt vett az 1904-es nyári olimpiai játékokon, egyéniben, de nem fejezte be a versenyt.

## Munkái
- Birds of the Bahama islands; containing many birds new to the islands, and a number of undescribed winter plumages of North American species (Boston, 1880)
- Catalogue of West Indian birds, containing a list of all species known to occur in the Bahama Islands, the Greater Antilles, the Caymans, and the Lesser Antilles, excepting the islands of Tobago and Trinidad (Boston, 1892)
- The birds of eastern North America known to occur east of the nineteenth meridian (Field Columbian Museum, 1899)
- The birds of Illinois and Wisconsin (Chicago, 1909)
- Descriptions of new birds from South America and adjacent islands (Chicago, 1915)
- How to know the ducks, geese and swans of North America, all the species being grouped according to size and color (Little, Brown & Co., Boston, 1897)
- How to know the shore birds (Limicolæ) of North America (south of Greenland and Alaska) all the species being grouped according to size and color (Little, Brown & Co., Boston, 1897)
- Hunting and fishing in Florida, including a key to the water birds known to occur in the state (1896, Nachdruck 1970)
- The mammals of Illinois and Wisconsin (Chicago, 1912)
- Montezuma’s castle, and other weird tales (1899)
- Notes on little known species of South American birds with descriptions of new subspecies (Chicago, 1917)
- Southern rambles (A. Williams & company, Boston, 1881)
- Descriptions of new birds from South America and adjacent Islands... (1915)
- Descriptions of twenty-eight new species and subspecies of neotropical birds...
- Notes on South American birds, with descriptions of new subspecies... (1915)
- Beautiful and curious birds of the world (1880)
- The birds of the Leeward Islands, Caribbean Sea (Chicago, 1909)
- The birds of the West Indies (Estes & Lauriat, Boston, 1889)
- Descriptions of apparently new South American birds (Chicago, 1916)
- Descriptions of twenty-eight new species and sub-species of neotropical birds (Chicago, 1913)
- Hypnotism and mesmerism (A. Mudge & Son, Boston, 1888)
- A list of the birds of the West Indies (Estes & Lauriat, Boston, 1885)
- A naturalist in the Magdalen Islands; giving a description of the islands and list of the birds taken there, with other ornithological notes (1878)

## Fordítás
- Ez a szócikk részben vagy egészben  a   Charles B. Cory című angol Wikipédia-szócikk fordításán alapul.  Az eredeti cikk szerkesztőit annak laptörténete sorolja fel. Ez a jelzés csupán a megfogalmazás eredetét és a szerzői jogokat jelzi, nem szolgál a cikkben szereplő információk forrásmegjelöléseként.